# Psittacanthus peculiaris
Psittacanthus peculiaris là một loài thực vật có hoa trong họ Loranthaceae. Loài này được A.C. Sm. miêu tả khoa học đầu tiên năm 1931.